# ウィンクラー (マニトバ州)
ウィンクラー（英: Winkler）は、カナダ·マニトバ州南部にある市。州都ウィニペグから南に約100kmの位置にある。人口は約13,700人。ペンビーナ渓谷地域最大の都市で、地域の商業や行政のハブになっている。

## 歴史
現在のウィンクラーが位置するマニトバ州南東部の土地は、遊牧民であるオジブウェー語を話すアニシナアベ族の伝統的な土地であった。彼らはこの土地を狩猟、漁業、罠猟のために利用していた。当時、アニシナアベ族は国境を認識しておらず、その土地はカナダ＝アメリカ合衆国国境の両側、そしてレッド川の東西に広がっていた。1871年8月3日、アニシナアベ族は番号付きインディアン条約第1条約に「合意」し、居留地へ移動した。
この地域へのヨーロッパ人の入植は、1876年に始まった。低地ドイツ語を話すメノナイトたちが、この地域に定住し始めた。この地域は「西部居留地」として知られ、ロシアのメノナイトのために特別に確保されていた。西部居留地は、レッド川の東に設立された東部居留地と呼ばれる初期のメノナイト居留地が設立された2年後に設立された。ウィンクラー地域の最初の入植者の多くは東部居留地から移住してきた。1888年には、ウィンクラー近郊に最初の公式のメノナイト・ブレザレン教会が設立された。
1892年、ウィンクラー村は、近隣のモーデンで製材業を営む企業家で政治家であったヴァレンタイン・ウィンクラーによって設立された。ウィンクラーの多くの顧客が彼に市場を建設するよう要請したため、彼はカナダ太平洋鉄道に働きかけ、メノナイト集落の北東端に支線を敷設させた。
ウィンクラーは1906年5月9日に村として施行された。この時点ですでに多くのドイツ人、ユダヤ人、イギリス人の商人が住んでいた。メノナイトはその後すぐに村に移り始め、第一次世界大戦までには他のすべてのグループを数で上回るようになった。
ウィンクラーは1916年、1917年、1933年、1966年に大規模な洪水に見舞われた。1966年3月22日、ウィンクラーでは街が浸水し店の入口まで水が迫ったため、閉店した。中心街のほとんどが2フィートの水で覆われ、店主たちは店の入り口に土嚢を積み、家屋の地下室は水浸しになった。緊急対策機関のスポークスマンは、町の約3分の2が水没していると述べた。1933年5月23日には、ウィンクラーの西1マイルで竜巻とそれに伴う集中豪雨が発生し大規模な洪水が発生した。竜巻は午後遅くに発生し、5月24日には町全体が水没した。
1985年には、カナダ初の「ハビタット・フォー・ヒューマニティ」運動がウィンクラーで行われ、カナダ全土に広がった。
1960年代には成長が停滞したが、その後、町の人口は急速に増加し、1990年代にかけて成長が続いた。2002年4月7日、ウィンクラーは市制施行された。2006年の夏、市は100周年を祝った。

## 交通
- 道路
  - マニトバ州道3号線
- 空港
  - ウィンクラー空港